# Fortune (álbum)
Fortune é o quinto álbum de estúdio do cantor norte-americano Chris Brown lançado a 29 de julho de 2012. O álbum foi lançado pela RCA Records, após a dissolução da Jive Records em outubro de 2011. Vários produtores estavam envolvidos na produção do álbum, incluindo The Underdogs, Polow da Don, Brian Kennedy, The Runners, The Messengers, Danja e Fuego. Possui vários cantores convidados, entre eles Big Sean, Wiz Khalifa, Nas, Kevin McCall, Sevyn Streeter e Sabrina Antoinette. O álbum segue o conceito de "música revolucionário", que os produtores havia descrito e apresentado ao longo de 2012. Ele utiliza elementos de gêneros musicais populares, incluindo eletrônica, R&B, pop, soul, rap e hip hop.
O álbum foi precedido por "Turn Up the Music" que alcançou a décima posição na Billboard Hot 100 dos Estados Unidos e a primeira no Reino Unido. "Sweet Love" e "Till I Die" foram lançados como segundo e terceiro single do álbum, respectivamente. Don't Wake Me Up foi a quarta faixa distribuída e alcançou as dez primeiras posições em vários países do globo. Brown promoveu o álbum em premiações, festivais musicais, programas televisivos e radiofônicos.
Após seu lançamento, Fortune recebeu críticas médias e desfavoráveis de críticos de música. Alguns dos críticos elogiaram a diversificação de Brown em gêneros musicais e o seu conteúdo lírico, enquanto a maioria repugnaram a falta de estrutura no álbum e as músicas que tratam de assuntos hediondos. O álbum estreou no topo da parada americana Billboard 200, vendendo 134.000 cópias em sua primeira semana, tornando-se o segundo álbum número um no país. Estreou na primeira posição da Nova Zelândia, Reino Unido e Holanda e entre as dez primeiras na França, Japão, Austrália, Suíça, Canadá e Irlanda.

## Antecedentes e desenvolvimento
Em entrevista à revista Rap-Up em 2 de setembro de 2011, Kevin McCall revelou que ele tem colaborado "fortemente" com Brown no álbum, afirmando: "O álbum Fortune é realmente feito os outros quatro álbuns, se ele quiser para ... mas este é ótimo. Eu gosto mais do que o F.A.M.E., pessoalmente."
O produtor David Banner disse a NeonLimeLight em 20 de setembro que o álbum vai "trazer pessoas de volta aos clubes" e que irá "mudar a forma como as pessoas olham para R&B."
Em janeiro de 2012, Brown confirmou no seu Twitter que o álbum estava em fase final de gravação e que a música "Strip" era um single promocional. Ainda em janeiro Brown confirmou que estava no estúdio com Asher Roth, Wiz Khalifa, will.i.am e Kid Sister. Em entrevista a MTV news o grupo de produtores The Underdogs confirmaram que trabalharam na música "Turn Up the Music" é que ela seria o primeiro single do álbum.
Em 20 de janeiro, Brown anunciou que Nas aparecerá no álbum. Em entrevista à MTV News, o produtor Harvey Mason Jr., do duo The Underdogs, que escreveu e produziu "Turn Up the Music", falou mais sobre o álbum, afirmando que "o registro Fortune é o F.A.M.E. em outro nível. Material similar, mas ele está sendo realmente inovador com algumas das músicas que vocês ainda não ouviram, levando pedaços de outros gêneros e integrando-os em pop e R&B, que eu acho que é muito legal em termos vocais, ele soa incrível (...) ele realmente está se descobrindo um cantor". O produtor Damon Thomas, o outro membro do duo, acrescentou: "A única maneira que posso descrever Chris eo que ele está fazendo com esse álbum, é que ele é desta geração Michael [Jackson]", em 29 de fevereiro de 2012, Brown twittou:". Espero que este álbum mostre o crescimento e a positividade a todos os meus fãs e irá inspirar-los a viver a vida ao máximo! #FORTUNE". Durante uma entrevista de rádio com Atlanta's Hot 107.9, o rapper 2 Chainz revelou que ele estaria aparecendo em Fortune. Em maio de 2012, o compositor e produtor  revelou que as melhores canções que foram descartados do álbum de Madonna, MDNA, seriam incluídas no Fortune.

## Mudança de versão e de rótulos
Em janeiro de 2011, Brown twittou que tinha planos de lançar seu álbum o F.A.M.E., em formato de disco duplo, com o segundo disco a ser intitulado Fortune. Ele revelou que gravou muitas músicas para um disco e, portanto, planejava adicionar um segundo disco com o álbum. No entanto, durante uma festa para o lançamento do F.A.M.E. em março de 2011, Brown disse aos fãs que ele iria lançar o disco Fortune em seis meses. Em 23 de agosto de 2011, a RCA Music Group anunciou que estava dissolvendo com a Arista Records e a J Records. Com o desligamento, Fortune agora será lançado com a marca RCA Records. Durante uma entrevista com a Rap-Up em setembro de 2011, Kevin McCall revelou que o conjunto de faixas teria lançamento em 2012. Depois de dois meses, a Jive Records da França confirmou que o álbum seria lançado em março de 2012. Fortune está sendo programado para ser lançado em 03 de julho de 2012, e será lançado em ambas as edições Standard e Deluxe.

## Promoção

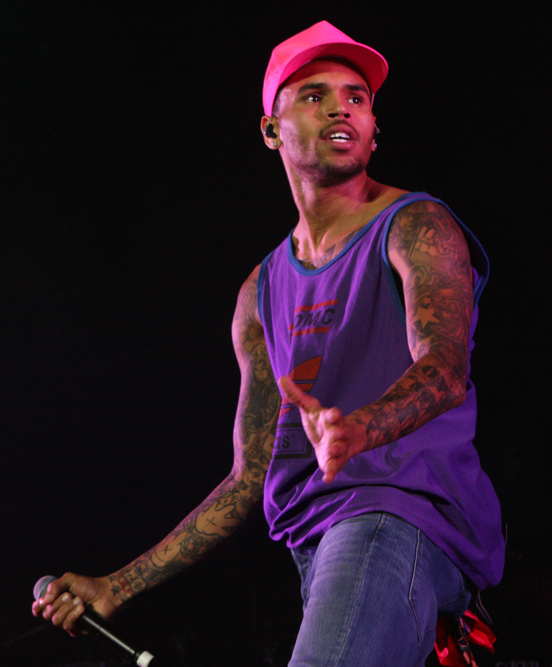
Brown se apresentando no Supafest, Austrália, em abril de 2012.

Em janeiro de 2012, Brown lançou a primeira foto promocional para o Fortune, que o mostrava em uma cenário branco, vestindo um casaco cheio, comprimento dos pelos preto, capuz e calça jeans. "Strip" conta com a participação de Kevin McCall e foi lançado como single promocional do álbum em 18 de novembro de 2011, e enviado as rádios rhythmic contemporary em 6 de dezembro. Em 12 de fevereiro de 2012, Brown realizou um medley de "Turn Up the Music" e "Beautiful People" nas concessões do 54 edição do Grammys Awards. A apresentação foi disponibilizado para download digital através do iTunes Store em 15 de fevereiro de 2012. Em 26 de fevereiro de 2012, ele executou uma versão remix de "Turn Up the Music" durante a apresentação do intervalo do NBA All-Star Game de 2012, em Orlando.
A capa oficial do álbum estreou em 29 de fevereiro de 2012. A arte da capa foi alvejado pelos fotógrafos Steven Gomillion e Leupold Dennis, e mostra Brown posando contra um pano de fundo azul, vestido em um terno-retrô preto, gravata preta fina e óculos de armação preta, com Fortune escrito em azulejos atrás dele em diferentes idiomas. Sarah Brotherton da MTV News escreveu que a capa mostra um "lado mais maduro e elegante" de Brown. Brown começou a lançar uma série de webisodes das canções do disco, adiantando todo o álbum. O primeiro episódio estreou online em 02 de março de 2012 e mostrava a apresentação de Brown com Pitbull cantando "International Love" no Lo Nuestro Awards.
Em abril de 2012, Brown participou na Austrália como um dos artistas a se apresentarem para o festival de música urbana, Supafest. O set list e composto por treze canções, incluindo as faixas "Turn Up the Music", "Till I Die", "Run It!", "Deuces", "Yeah 3x", "Look at Me Now", "Beautiful People", "She Ain't You", "Wet the Bed", "My Last", "Body 2 Body" e "Birthday Cake". Em 8 de maio de 2012, Brown apareceu no Dancing with the Stars para cantar "Turn Up the Music", no passo que a 20 do mesmo mês ele cantou a mesma faixa no Billboard Music Awards. Em 8 de junho de 2012, Brown apareceu no The Today Show e interpretou "Turn Up the Music", "Don't Wake Me Up", "Yeah 3x" e "Forever", como parte da "Série de Concertos de Verão".

### Carpe Diem Tour
Para promover o disco, Brown embarcou na Carpe Diem Tour, sua terceira turnê como artista principal. Os concertos acontecerão em dezessete datas pelos continentes europeu e africano. As datas para o continente americano ainda não foram divulgados, mas a boyband britânica The Wanted revelou em entrevista à Capital FM que seriam o ato de abertura nas apresentações dos Estados Unidos e Canadá.
Datas da turnê
| Europa                 |              |               |                       |
| 14 de novembro de 2012 | Copenhagen   | Dinamarca     | Forum Copenhagen      |
| 17 de novembro de 2012 | Oslo         | Noruega       | Oslo Spektrum         |
| 19 de novembro de 2012 | Estocolmo    | Suécia        | Ericsson Globe        |
| 22 de novembro de 2012 | Berlin       | Alemanha      | O2 World              |
| 23 de novembro de 2012 | Stuttgart    | Alemanha      | Schleyerhalle         |
| 25 de novembro de 2012 | Katowice     | Polónia       | Spodek Arena          |
| 27 de novembro de 2012 | Dortmund     | Alemanha      | Westfalenhalle        |
| 29 de novembro de 2012 | Frankfurt    | Alemanha      | Festhalle             |
| 30 de novembro de 2012 | Basel        | Suíça         | St. Jakobshalle       |
| 3 de dezembro de 2012  | Dublin       | Irlanda       | O2                    |
| 5 de dezembro de 2012  | Antwerp      | Bélgica       | Sportpaleis           |
| 6 de dezembro de 2012  | Amsterdam    | Países Baixos | Ziggo Dome            |
| 7 de dezembro de 2012  | Paris        | França        | Bercy                 |
| Africa                 |              |               |                       |
| 15 de dezembro de 2012 | Johannesburg | África do Sul | Coca-Cola Dome        |
| 17 de dezembro de 2012 | Durban       | África do Sul | Moses Mabhida Stadium |
| 19 de dezembro de 2012 | Cape Town    | África do Sul | Grand West Arena      |
| 20 de dezembro de 2012 | Cape Town    | África do Sul | Grand West Arena      |

## Singles
Turn Up the Music" em 26 de janeiro de 2012. Atingiu o topo da UK Singles Chart, compilação musical britânica publicada pela The Official Charts Company, com 83.777 cópias vendidas em sua semana de estreia. Além do sucesso no país, ficou entre as quarenta primeiras posições em dezesseis nações, incluindo Estados Unidos, onde manteve-se na décima da listagem a principal parada a Billboard Hot 100 através da revista Billboard. O vídeo acompanhante foi dirigido por Andrew Listermann e retrata o cantor em uma festa de máscaras onde Brown juntamente a quatro dançarinos que fazem rotinas de dança fortemente coreografadas.
"Sweet Love" foi sua segunda faixa distribuída, lançada em setembro. Teve desempenho inferior ao de sua antecessora atingindo apenas a octogésima nona posição na tabela exitosa americana. Uma gravação audiovisual correspondente à "Sweet Love" foi orientado por Godfrey Taberez em um cenário de rua sobre a chuva em que o cantor se declara para uma garota.
"Till I Die" com participação de Big Sean e Wiz Khalifa foi lançado como terceiro single. Não tendo um bom desempenho comercial, posicionou-se apenas na décima oitava  posição da tabela R&B/Hip-Hop Songs e a vigésima primeira Rap Songs. O trabalho veio a ter um vídeo com locações em Los Angeles, Estados Unidos e filmagem pelo diretor Colin Tilley. A
Don't Wake Me Up foi enviado às rádios contemporâneas dos EUA em 12 de junho de 2012 como o quarto single do álbum.  "Don't Wake Me Up" recebeu críticas positivas dos críticos musicais, que geralmente elogiaram sua produção.  Alcançou o top ten na Austrália, Áustria, Irlanda, Japão, Nova Zelândia, Noruega e Reino Unido. Nos EUA, "Don't Wake Me Up" alcançou a posição 10 na parada Billboard Hot 100, tornando-se o décimo segundo single de Brown no top dez da parada, e seu segundo top ten single de Fortune , após "Turn Up the Music".
"Don't Judge Me" foi enviado para uma rádio urbana contemporânea dos EUA em 14 de agosto de 2012, como o quinto single do álbum.  A canção alcançou a posição 21 na parada US Hot R&B/Hip-Hop Songs,  e a posição 67 na parada Billboard Hot 100. 

## Recepção

### Crítica
| Críticas profissionais | Críticas profissionais |
| Pontuações agregadas   | Pontuações agregadas   |
| Fonte                  | Avaliação              |
| ---------------------- | ---------------------- |
| Metacritic             | 38/100                 |
| Avaliações da crítica  |                        |
| Fonte                  | Avaliação              |
| Allmusic               | [ 54 ]                 |
| The A.V. Club          | D                      |
| Chicago Tribune        | [ 56 ]                 |
| Entertainment Weekly   | C–                     |
| Território da Música   | 4 de 5 estrelas.       |
| musicOMH.com           | [ 59 ]                 |
| The New York Times     | desfavorável           |
| The Observer           | [ 61 ]                 |
| Spin                   | 4/10                   |
| Time                   | desfavorável           |

Fortune recebeu críticas geralmente médias ou desfavorável, recebendo uma média de 38/100 no Metacritic, que se baseou em catorze opiniões de publicações de páginas especializadas na área da música. O editor Andy Kellman do site Allmusic, críticou o contéudo lírico do álbum, chamando as canções de "sem vergonha". Kellman encontrou poucas dimensões nas faixas, ecrevendo: "Fortune é um álbum de aventureiro apologético." Kyle Anderson, do Entertainment Weekly encontrou as composição superficiais e comentou que o álbum "promove a desconexão desconfortável e frustrante entre a vida pessoal de Brown esquentada e seu personagem musical estranhamente ilimitado." Jon Caramanica, do The New York Times, criticou a "desfaçatez" de Brown e disse: "Ouvir o Sr. Brown no nível mais profundo equilibra prazeres estéticos, quando acontecem, com superegolike a alta-proteção vai contra a tentativa de alinhar-se com alguém que fez coisas tão hediondas."
Hermione Hoby do The Observer chamou as músicas do álbum como "coisas feias". Melissa Lockers da revista Time chamou o disco de "um dos álbuns mais suave de R&B recente em sua memória" e escreveu que "sente que as composições do álbum equivale em idéias de Chris de uma fase de lua de mel, exceto pelo fato de que é completamente sem remorsos." Evan Rytlewski do The A.V. Club, criticou o álbum chamando-o de "obra inconfundível do mesmo mesquinho, bobo e violento, com temperamento duvidoso que os tablóides têm documentado tão bem." Mic Wright, do musicOMH, usou a sua opinião sobre o álbum como um fórum sobre controvérsias públicas de Brown e declarou: "Fortune é o tipo de registro que vai agradar a muitos fãs iludidos de Brown principalmente as do sexo feminino, mas não podemos com boa consciência, dar-lhe uma única estrela."
James Reed do The Boston Globe comentou: "Don't Wake Me Up" é como "a música dançante com batidas irresistíveis perdida em um álbum completamente diferente." Para Greg Kot, escritor da Chicago Tribune, o álbum é "um doce de cana puro-pop, destinado a ser apreciado, consumido e esquecido", comentando que "o pensamento seria estragar tudo" e "sua mistura de sujeira,  ameaça a vulnerabilidade das pista de dança, que nos diz nada sobre o que está acontecendo entre as orelhas de Brown, que é provavelmente o melhor." Aaron M. do site brasileiro Território da Música, em sua avaliação positiva descreveu as faixas como beats cheios de groove, rimas e vocais com pegada que nos fazem imaginar as coreografias mirabolantes que serão apresentadas nos shows. O profissional notou que as letras dar a perceber que ele ainda se incomoda com à má reputação. Aaron M. defendeu o cantor, escrevendo: Sabe-se lá o que aconteceu de fato. Se Chris errou na vida pessoal, Brown tem créditos pelo seu trabalho.

### Comercial
Fortune fez a sua estreia nas tabelas de sucesso pela Irish Albums Chart em território irlandês ao atingir o número quatro na edição de 5 de julho de 2012. Dois dias após na Holanda, ficou na primeira colocação da lista publicada pela MegaCharts. No Reino Unido, Fortune estreou na primeira posição a 14 de julho do mesmo ano, vendendo 29,980 e se tornando o primeiro trabalho do cantor a alcançar esta posição. Na Schweizer Hitparade, compilação suíça, atingiu a 10ª posição, ao passo que no mesmo dia desempenhou-se na sexta da canadense Canadian Albums Chart. Na classificação escocesa divulgada pela The Official Charts Company e na da empresa francesa Syndicat National de l'Edition Phonographique, situou-se nos segundo e oitavo postos enquanto nas das regiões belgas Flandres e Valônia permaneceu nos trigésimo quarto e 55° empregos da Ultratop, respectivamente.
Nos Estados Unidos, o conjunto de faixas estreou na primeira posição da Billboard 200 vendendo 134 mil cópias e se tornando o segundo número um de Brown no país. Fortune é também o primeiro álbum de R&B em 2012 e o ultimo desde 4 de Beyoncé Knowles a estrear na primeira posição das tabelas britânicas e estado-unidense. A partir de dados de julho de 2011, vendeu cerca de duzentas mil cópias apenas nos EUA. Obteve devidamente os 28°, 21° e 13° espaços dos periódicos da versão austríacada Federação Internacional da Indústria Fonográfica, da empresa alemã Media Control Charts e da espanhola PROMUSICAE. Na japonesa Japan Albums Chart teve seu valor na nona posição com vendas de 9 mil cópias. No australiano Australian Albums Chart, o trabalho estreou na segunda posição e é o melhor auge já alcançando pelo cantor na tabela. Na neozelandesa compilado pela RIANZ, veio a se tornar o primeiro álbum do cantor a estrear na primeira posição.

### Posições
| Tabela (2012)                             | Melhor posição |
| ----------------------------------------- | -------------- |
| Austrália - Australian Albums Chart       | 2              |
| Austrália - Australian Urban Albums Chart | 1              |
| Alemanha - German Albums Chart            | 13             |
| Áustria - Austrian Albums Chart           | 28             |
| Bélgica - Belgian Albums Chart (Flanders) | 21             |
| Bélgica - Belgian Albums Chart (Wallonia) | 24             |
| Canadá - Canadian Albums Chart            | 6              |
| Dinamarca - Danish Albums Chart           | 13             |
| Estados Unidos - Billboard 200            | 1              |
| Estados Unidos - Top R&B/Hip-Hop Albums   | 1              |
| Espanha - Spanish Albums Chart            | 21             |
| Escócia - Scottish Albums Chart           | 2              |

| Tabela (2012)                            | Melhor posição |
| ---------------------------------------- | -------------- |
| França - French Albums Chart             | 8              |
| Países Baixos - Dutch Albums Chart       | 1              |
| Irlanda - Irish Albums Chart             | 4              |
| Japão - Japanese Albums Chart            | 9              |
| Nova Zelândia - New Zealand Albums Chart | 1              |
| Noruega - Norwegian Albums Chart         | 28             |
| Suécia - Swedish Albums Chart            | 54             |
| Suíça - Swiss Albums Chart               | 10             |
| Chéquia - Czech Albums Chart             | 27             |
| Reino Unido - UK Albums Chart            | 1              |
| Reino Unido - UK R&B Albums Chart        | 1              |

## Lista de faixas
| N.º | Título                                          | Compositor(es) | Produtor(es)                                                      | Duração |  |
| 1.  | "Turn Up the Music"                             | Chris Brown, Harvey Mason, Jr., Damon Thomas, Alexander "Fuego" Palmer, Michael "Mike J" Jiminez, Terrance Coles                                                                                          | The Underdogs, Fuego                                              | 3:48    |  |
| 2.  | "Bassline"                                      | Brown, Andrew "Pop" Wansel, David Johnson, Warren "Oak" Felder, Ronald "Flippa" Colson, Robert Calloway, Andrea Simms                                                                                     | Wansel, Dayvi Jae*                                                | 3:59    |  |
| 3.  | "Till I Die" (com Big Sean e Wiz Khalifa)       | Brown, Nathaniel "Danja" Hills, Marcella Araica, Sean Anderson, Cameron Jabril Thomaz | Danja                                                             | 3:56    |  |
| 4.  | "Mirage" (com Nas)                              | Brown, Harmony Samuels, Eric Bellinger, Kevin McCall, Nasir Jones | H-Money                                                           | 4:17    |  |
| 5.  | "Don't Judge Me"                                | Brown, Nasri Atweh, Adam Messinger | The Messengers                                                    | 4:00    |  |
| 6.  | "2012"                                          | Brown, Adonis Shropshire, Robert Newt, McCall, Meshawn Jones | Adonis, McCall*                                                   | 4:08    |  |
| 7.  | "Biggest Fan"                                   | Brown, Andrew Harr, Jermaine Jackson, Andre Davidson, Sean Davidson, Amber Streeter | The Runners, The Monarch*                                         | 3:59    |  |
| 8.  | "Sweet Love"                                    | Brown, Jamal "Polow Da Don" Jones, Jason "JP" Perry, Greg Curtis, Cory Marks, Tommy Doyle, Jr. | Da Don, Perry                                                     | 3:20    |  |
| 9.  | "Strip" (com Kevin McCall)                      | Brown, McCall, Streeter, J. Lonny Bereal, Christopher Whitacre, Justin Henderson | Tha Bizness                                                       | 2:47    |  |
| 10. | "Stuck on Stupid"                               | Brown, Brian "BK" Kennedy, Dante Jones, Dewain Whitmore, Jr. | Kennedy, Jones*                                                   | 3:58    |  |
| 11. | "4 Years Old"                                   | Brown, J. Jones, Tommy Hitz, Samuel Jean | Da Don, Hittz                                                     | 3:49    |  |
| 12. | "Party Hard / Cadillac (Interlude)" (com Sevyn) | Brown, Kennedy, Matthew Samuels, Streeter, Whitmore, Jr., Shirley Murdock, Larry Troutman, Roger Troutman                                                                                                 | Kennedy, Boi-1da                                                  | 5:14    |  |
| 13. | "Don't Wake Me Up"                              | Brown, Jean-Baptiste, Ryan Buendia, Michael McHenry, Nick "Free School" Mash, William Orbit, Alain Whyte, Kennedy, Priscilla "Priscilla Renea" Hamilton, Marco "Benny" Benassi, Alessandro "Alle" Benassi | Benny Benassi, Alle Benassi, Free School, William Orbit, Kennedy* | 3:42    |  |
| 14. | "Trumpet Lights" (com Sabrina Antoinette)       | Brown, J. Jones, Jerome "J Roc" Harmon | Da Don, Harmon*                                                   | 3:47    |  |

| Edição Deluxe |                                |                                                                                            |                        |         |  |
| N.º           | Título                         | Compositor(es)                                                                             | Produtor(es)           | Duração |  |
| 15.           | "Tell Somebody"                | Brown, J. Jones, Harmon, India Boodram, Kesia Hollis, Jazmyn Michel                        | Da Don, Harmon*        | 4:04    |  |
| 16.           | "Free Run"                     | Mason, Jr., Thomas, Jiminez, Steve Russell, Michael Daley, Withmore, Jr., Dominique Cohill | The Underdogs          | 4:01    |  |
| 17.           | "Remember My Name" (com Sevyn) | Brown, Streeter, McCall, Jean-Baptiste, McHenry, Buendia, Jonas Jeberg                     | School, Brown, Jeberg* | 3:39    |  |
| 18.           | "Wait for You"                 | Brown, Samuels, Bellinger, Courtney Harrell                                                | H-Money, Brown*        | 3:38    |  |
| 19.           | "Touch Me" (com Sevyn)         | Brown, Greg "Rap 1220" Robinson, Streeter, Bereal                                          | R.A.P. 1220            | 3:37    |  |

| Edição Deluxe Reino Unido e Irlanda |                    |                                                            |                        |         |  |
| N.º                                 | Título             | Compositor(es)                                             | Produtor(es)           | Duração |  |
| 20.                                 | "Key 2 Your Heart" | Brown, McCall, Dallas Austin, Cory Enemy                   | Austin                 | 3:23    |  |
| 21.                                 | "Do It Again"      | Brown, Joseph Alexander, Harr, Jackson, Streeter, Catalyst | The Runners, Catalyst* | 3:34    |  |

| Edição Deluxe Japão |              |                         |                |         |  |
| N.º                 | Título       | Compositor(es)          | Produtor(es)   | Duração |  |
| 20.                 | "Your World" | Brown, Atweh, Messinger | The Messengers | 3:50    |  |

(*) Denota co-produtor
Créditos por amostras de músicas
- "Party Hard / Cadillac (Interlude)" contém amostras de "Computer Love", escrita por Shirley Murdock, Larry Troutman e Roger Troutman.[89]

## Histórico de lançamento
Fortune foi lançado em 29 de julho de 2012 foi lançado na Irlanda, Alemanha e Países Baixos através da Sony Music nas versões CD e download digital. Em 2 de julho, na França e Reino Unido e um dia depois no Canadá e Estados Unidos através de da RCA Records.
| País           | Data                | Formato              | Gravadora   |
| -------------- | ------------------- | -------------------- | ----------- |
| Estados Unidos | 3 de julho de 2012  | CD, download digital | Sony        |
| Irlanda        | 29 de junho de 2012 | CD, download digital | Sony        |
| Alemanha       | 29 de junho de 2012 | CD, download digital | Sony        |
| Países Baixos  | 29 de junho de 2012 | CD, download digital | Sony        |
| França         | 2 de julho de 2012  | CD, download digital | Sony        |
| Reino Unido    | 2 de julho de 2012  | CD, download digital | RCA Records |

| País          | Data               | Formato              | Gravadora   |
| ------------- | ------------------ | -------------------- | ----------- |
| Japão         | 4 de julho de 2012 | CD                   | Sony        |
| Austrália     | 6 de julho de 2012 | CD, download digital | Sony        |
| Nova Zelândia | 6 de julho de 2012 | CD, download digital | Sony        |
| Canadá        | 3 de julho de 2012 | CD, download digital | RCA Records |

## Certificações
| Region | Certification | Certified units/Sales |
| --- | ------------- | --------------------- |
| United Kingdom (BPI) | Gold          | 100,000^              |
| United States (RIAA) | Platinum      | 1,000,000             |
| *sales figures based on certification alone ^shipments figures based on certification alone sales+streaming figures based on certification alone |               |                       |